# Karel Achrer
Karel Achrer (30. června 1936, Moravské Budějovice – 2018, používal také akronym K.A.) byl český knihovník, filozof a historik.

## Biografie
Karel Achrer se narodil v roce 1936 v Moravských Budějovicích, na tamním gymnáziu v roce 1954 odmaturoval a následně vystudoval učitelství filozofie a dějepisu na Filozofické fakultě Univerzity J. E. Purkyně v Brně (pozdější Masarykova univerzita). V roce 1959 odešel do Vítkova, kde nastoupil na pozici ředitele Domu osvěty, v roce 1960 pak přešel na pozici ředitele Městské lidové knihovny v Boskovicích, kde zavedl volný výběr knih a působil také v divadle poezie Kaňka a také pořádal Festival mladého umění. V roce 1965 odešel do Brna na pozici odborného asistenta katedry marxistické filozofie na Lékařské fakultě UJEP v Brně. V roce 1967 získal titul doktora filozofie na UJEP. V roce 1969 byla zrušena katedra marxistické filozofie, ale on nadále na UJEP působil a pracoval v knihovně Právnické fakulty UJEP. V roce 1970 odešel do Rájce-Jestřebí, kde nastoupil na místo ředitele Městské lidové knihovny, tam pracoval do roku 1996, tam mimo jiné získal sbírku naučné literatury místního ředitele školy Antonína Vladíka.